# Alejandro Estrada
Alejandro Estrada (Cúcuta, Norte de Santander, Colombia, 16 de noviembre de 1979) es un actor y modelo colombiano, conocido por su participación en la serie de televisión Tu voz estéreo.

## Estudios
| Año  | Lugar                                                                           | Estudio                                   |
| ---- | ------------------------------------------------------------------------------- | ----------------------------------------- |
| 2014 | CEA México, Director de casting de película                                     | Curso Especial Amores perros, Manuel Teli |
| 2009 | Expresión corporal, Improvisación, Voz y Actuación                              | Taller de actuación                       |
| 2004 | Alejandra Borrero, Humberto Dorado, Julio César Herrera, Julio Sánchez Cóccaro, | Formación actoral Taller de actuación     |
| 2003 | Caja de Herramientas Alfonso Ortíz                                              | Taller de actuación                       |
| 2002 | Academia Charlotte                                                              | Presentación y periodismo                 |
| 2001 | Casa del teatro                                                                 | Formación actoral y teatral               |

## Filmografía

### Televisión
| Año       | Título                              | Personaje                           | Canal              |
| --------- | ----------------------------------- | ----------------------------------- | ------------------ |
| 2022      | Arelys Henao: canto para no llorar  | Mario                               | Caracol Televisión |
| 2019      | Las muñecas de la mafia 2           | Julio Lizcano                       | Caracol Televisión |
| 2019      | Tormenta de amor                    | Domingo "El Macho" Cárdenas (Joven) | Canal RCN          |
| 2017      | Venganza                            |                                     | Canal RCN          |
| 2016      | Las Amazonas                        | Elias Villaroel                     | Las Estrellas      |
| 2014      | El estilista                        | Ingeniero Cuellar                   | Canal RCN          |
| 2013      | La Madame                           | Roberto                             | UniMás             |
| 2011      | Los caballeros las prefieren brutas | Juan                                | Caracol Televisión |
| 2009-2013 | Tu voz estereo                      | Sebastián López                     | Caracol Televisión |
| 2008-2009 | Vecinos                             | Antonio l                           | Caracol Televisión |
| 2008-2009 | Aquí no hay quien viva              | Hugo (Actuación especial)           | Canal RCN          |
| 2007      | Así es la vida                      |                                     | Canal RCN          |
| 2002      | Unidad investigativa                |                                     | Canal RCN          |
| 2002      | Francisco el matemático             |                                     | Canal RCN          |
| 2001      | Padres e hijos                      |                                     | Caracol Televisión |

## Reality
| Año  | Título                                      | Rol          | Canal     |
| ---- | ------------------------------------------- | ------------ | --------- |
| 2024 | MasterChef Celebrity                        | Participante | Canal RCN |
| 2017 | Soldados 1.0                                | Participante | Canal RCN |
| 2004 | Protagonistas de novela 3 - El juicio final | Participante | Canal RCN |

## Cine
| Año  | Título                      | Personaje   | Nota |
| ---- | --------------------------- | ----------- | ---- |
| 2021 | Una visita inesperada       |             |      |
| 2020 | Fetish                      | Oskar Pratz |      |
| 2017 | Monserrate, ¿cómo el cerro? | Frank       |      |
| 2015 | Decadencia                  | Oskar       |      |
| 2014 | Souvenir                    | Emilio      |      |
| 2012 | Fiebre                      |             |      |

## Teatro
| Año  | Título                   | Director          | Personaje               | Notas                     |
| ---- | ------------------------ | ----------------- | ----------------------- | ------------------------- |
| 2013 | Falsos hombres positivos | Edgar Alexen      | Detective (Protagónico) | Colombia, obra de teatro. |
| 2012 | Show Casting             | Alejandro Aguilar | Protagónico             | Teatro Bar                |
| 2010 | Buscando Marido          | Daniel Bautista   | Protagónico             | Colombia Comedia          |

## Comerciales
| Año  | Título                        | Nota                                                        |
| ---- | ----------------------------- | ----------------------------------------------------------- |
| 2015 | Dalay                         | (Genoma / México)                                           |
| 2014 | Shot-B (Campaña Publicitaria) | Participación como Alejandro Estrada / Genoma Lab. Colombia |

### Eventos
- Amazonas somos todos[6] (2020) — Presentador